# 澳門明愛
澳門明愛（Caritas de Macau），前身為「利瑪竇社會服務中心」，於1951年12月8日創立，現時為天主教澳門教區轄下慈善團體，也是國際明愛（Caritas Internationalis）成員組織之一。
澳門明愛的前身「利瑪竇社會服務中心」是由 天主教澳門教區轄下慈善團體，也是陸毅神父 向澳門教區借用利瑪竇會院所創辦。用來開展難民工作，給當時處於水深火熱的人一個棲身之所，得以渡過困境；亦為面對生活壓力的貧困家庭提供暫時居所、子女學費及醫療費。
1971年，「利瑪竇社會服務中心」正式成為天主教澳門教區屬下機構，並加入國際明愛，因此中心更名為「澳門明愛」。

## 澳門明愛服務
安老服務：
1. 伯大尼安老院
2. 聖瑪利亞安老院
3. 聖方濟各安老院
4. 黑沙環明暉護養院
5. 崗頂明愛老人中心
6. 青洲老人中心
7. 康暉長者日間護理中心
8. 匯暉長者中心
9. 黑沙環天主教牧民中心-耆康樂園
10. 心意通
11. 家居護養服務中心

復康服務：
1. 聖類斯公撒格之家
2. 瑪嘉烈中心
3. 主教山兒童中心
4. 聖路濟亞中心

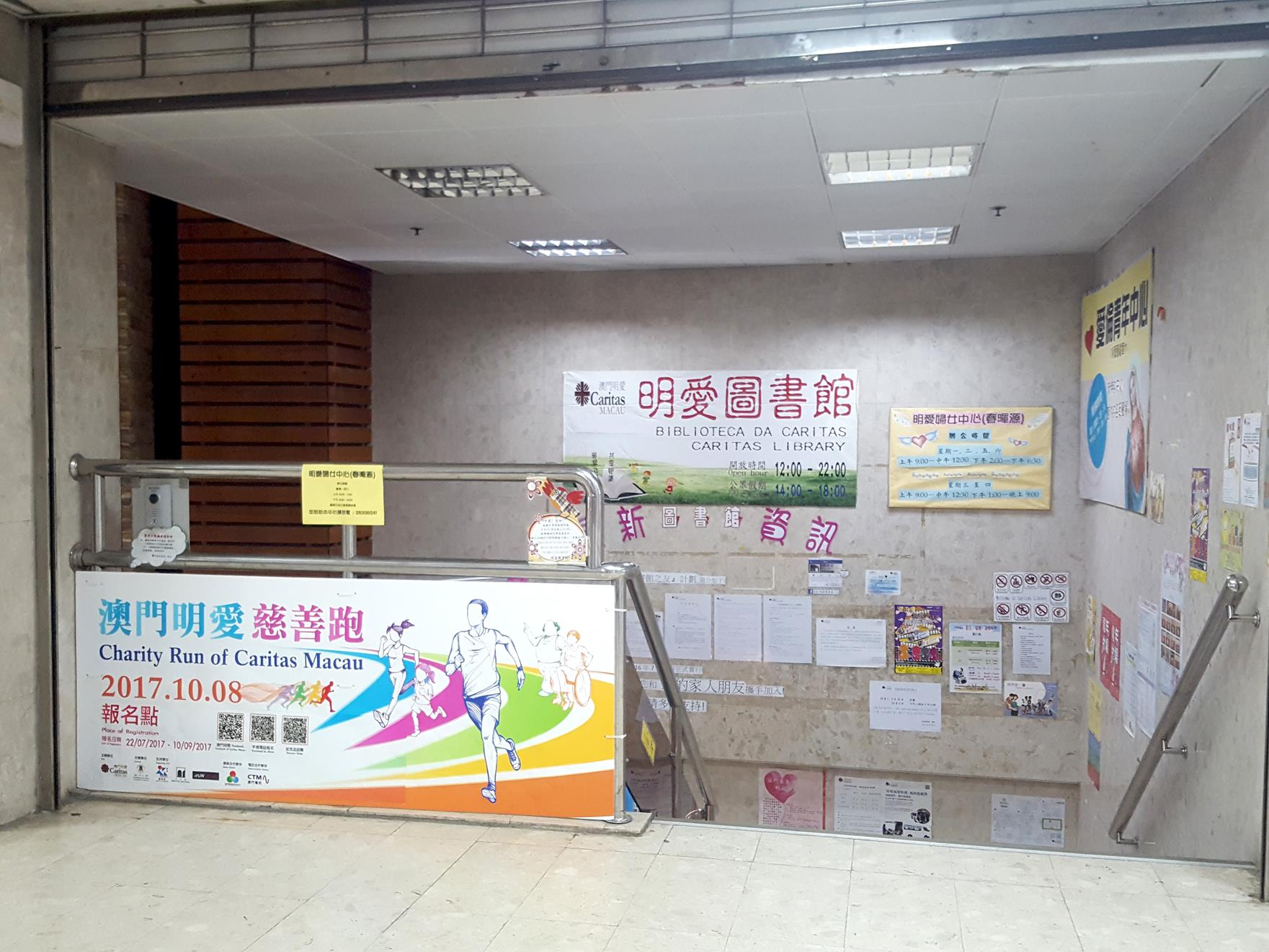
明愛圖書館的入口

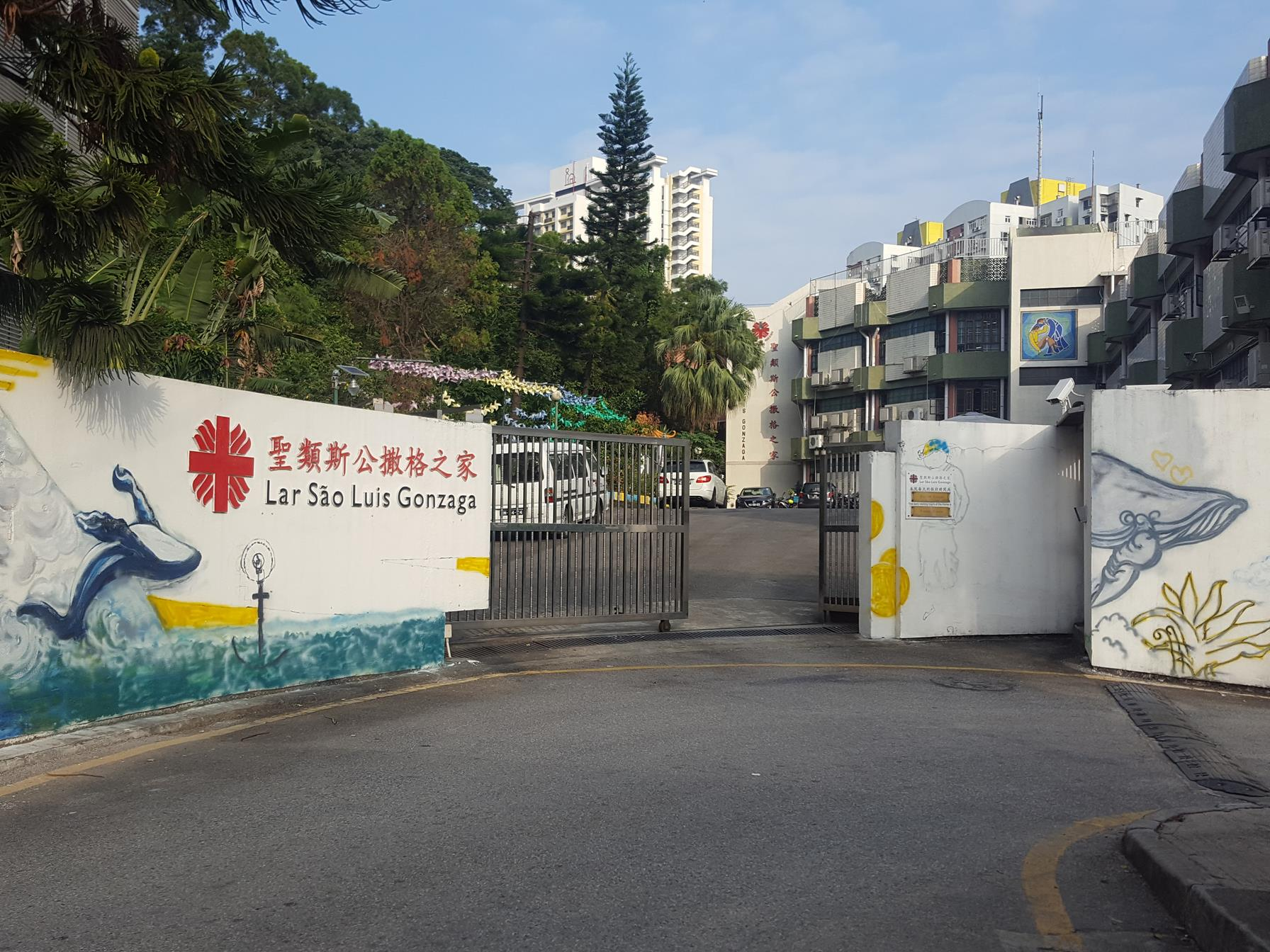
聖類斯公撒格之家

5. 傷殘人士社會服務中心暨庇護工場 （創明坊）
6. 駿暉穿梭復康巴士
7. 健行社（無障礙出行）
8. 傷殘人士駕駛訓練
9. 明愛生活用品供應站
10. 澳門基金會明愛上落出行服務（協助居住唐樓有需要人士上落樓梯）

家庭及兒童服務
1. 明愛家庭服務部
2. 單親家庭服務隊
3. 泉仁樂家庭綜合服務中心
4. 春暉源
5. 嶄居庭
6. 明愛托兒所
7. 助養計劃

青少年及社區服務
1. 協力社
2. 青少年社區及學校輔導服務
3. 生命熱線
4. 明愛婦女中心（春暉源）
5. 駿居庭
6. 豐衣閣
7. 心願亭
8. 明愛圖書館
9. 明愛慈善義賣站
10. 何黎婉華庇道演藝劇院
11. 青暉舍
12. 凱暉生命教育資源中心
13. 外地勞工服務
14. 望廈明愛活動中心（寶豐工業大廈）
15. 善導宿舍
16. 短期食物輔助計劃（明糧坊）

教育服務
1. 澳門社工學院
2. 庇道學校
3. 庇道學校（分校）
4. 明愛幼稚園
5. 明愛學校
6. 澳門明愛學院籌備處
7. 大專僑生服務中心（臺灣）
8. 臺北展僑居 （臺灣）

研究部門
1. 高志慈社會硏究中心

其他服務
1. 輔具資源閣
2. 福攸坊
3. 好的福悠快綫（協助行動不便人士點對點服務）
4. 健行旅行社

籌款及社區活動
1. 明愛慈善園遊會
2. 賣旗活動
3. 生命熱缐預防自殺日

國際參與
1. 國際明愛（Caritas Internationalis）成員
2. 亞洲明愛成員
3. 亞洲全人發展盟友協會（Asia Partnership For Human Development）

澳門特別行政區參與之諮詢委員會
1. 社會工作委員會
2. 長者事務委員會
3. 復康事務委員會
4. 防治愛滋病委員會

## 組織架構
- 主席：李斌生主教 ( Lee Bun-sang)
- 理事會總幹事：潘志明先生 (Pun Chi Meng)
- 成員：潘毅謙先生、方雅善修女、蘇玉蓮女士、黎妙玲女士
- 監事會：葉佩琼修女、胡子義神父 (Father Caetano Nicosia)、孔聖植神父 (Father Kong Sung Sik)

## 外部連結
- 官方网站
- 澳門明愛的Facebook專頁
- 明愛圖書館的Facebook專頁